# Thaumalea urdhvakantaka
Thaumalea urdhvakantaka är en tvåvingeart som beskrevs av Schmid 1970. Thaumalea urdhvakantaka ingår i släktet Thaumalea och familjen mätarmyggor. Inga underarter finns listade i Catalogue of Life.